# Ortognatyzm
Ortognatyzm – cecha budowy twarzoczaszki polegająca na tym, że kości twarzowe są nieco wysunięte ku przodowi w stosunku do powierzchni całej twarzy (tworzą pionowy zarys profilu). Cecha ta jest charakterystyczna dla białej odmiany człowieka.
Przeciwieństwem ortognatyzmu jest prognatyzm.